# Meitetsu Tagami-Linie
| Triebzug der Baureihe 870 bei Ichinotsubo |                           |                             |                          |
| |                           |                             |                          |
| Streckenlänge: | 1,4 km                    |                             |                          |
| Spurweite: | 1067 mm (Kapspur)         |                             |                          |
| Stromsystem: | 600 V =                   |                             |                          |
| Zweigleisigkeit: | nein                      |                             |                          |
| |                           |                             |                          |
| Gesellschaft: | Meitetsu (Nagoya Tetsudō) |                             |                          |
| \| \| \| Meitetsu Minomachi-Linie \| 1911–2005 \| \| \| 0,0 \| Keirinjō-mae (名鉄田神) \| 1970–2005 \| \| \| 0,9 \| Ichinotsubo (市ノ坪) \| 1970–2005 \| \| \| \| Depot \| \| \| \| \| Shin-Arada-gawa \| \| \| \| \| ↑ 600 V / ↓ 1500 V \| \| \| \| \| Meitetsu Kakamigahara-Linie \| 1926– \| \| \| 1,4 \| Tagami (田神) \| 1926– \| \| \| \| \| \| \| \| \| Meitetsu Gifu (名鉄岐阜) \| \| |                           |                             |                          |
| U-Bahn-Abzweig quer und von links (Strecke außer Betrieb) · U-Bahn-Strecke quer (außer Betrieb) |                           | Meitetsu Minomachi-Linie    | 1911–2005                |
| U-Bahn-Bahnhof (Strecke außer Betrieb) | 0,0                       | Keirinjō-mae (名鉄田神)     | 1970–2005                |
| Bahnhof (Strecke außer Betrieb) · Betriebs-/Güterbahnhof Streckenanfang (Strecke außer Betrieb) | 0,9                       | Ichinotsubo (市ノ坪)        | 1970–2005                |
| |                           | Depot                       |                          |
| Brücke über Wasserlauf (Strecke außer Betrieb) |                           | Shin-Arada-gawa             | Shin-Arada-gawa          |
| Grenze (Strecke außer Betrieb) |                           | ↑ 600 V / ↓ 1500 V          | ↑ 600 V / ↓ 1500 V       |
| Abzweig ehemals geradeaus und von links · Strecke quer |                           | Meitetsu Kakamigahara-Linie | 1926–                    |
| Bahnhof | 1,4                       | Tagami (田神)               | 1926–                    |
| Strecke |                           |                             |                          |
| Kopfbahnhof Streckenende |                           | Meitetsu Gifu (名鉄岐阜)    | Meitetsu Gifu (名鉄岐阜) |

Die Meitetsu Tagami-Linie (jap. 名鉄田神線, Meitetsu Tagami-sen) war eine Eisenbahnstrecke auf der japanischen Insel Honshū. In Gifu, der Hauptstadt der gleichnamigen Präfektur, stellte sie eine Verbindung zwischen einer Überlandstraßenbahn und dem Bahnnetz der Gesellschaft Meitetsu (Nagoya Tetsudō) her.

## Streckenbeschreibung
Die eingleisige Strecke war 1,4 km lang und in Kapspur (1067 mm) verlegt. Sie zweigte an der Straßenbahnhaltestelle Keirinjō-mae (unweit der Radrennbahn) ab und führte zunächst südwärts. In einer engen Kurve wandte sie sich daraufhin nach Westen und passierte beim Bahnhof Ichinotsubo das Straßenbahndepot. Elektrifiziert war die Strecke überwiegend mit 600 V Gleichspannung. Unmittelbar westlich von Ichinotsubo befand sich eine kurze Schutzstrecke, die den Übergang zu dem mit 1500 V elektrifizierten Teil des Meitetsu-Streckennetzes ermöglichte. Schließlich traf die Strecke in Tagami auf die Meitetsu Kakamigahara-Linie.

## Geschichte
Seit 1918 befand sich das Depot der Straßenbahn Gifu und der daran angeschlossenen Überlandlinien im zentralen Stadtteil Nagazumichō, neben dem Bahnhof Shin-Gifu (heute Meitetsu Gifu). Da es verschiedenen Bauprojekten im Weg stand, wurde es um mehr als einen Kilometer nach Osten in den Stadtteil Ichinotsubochō verlegt. Der dort errichtete Neubau nahm seinen Betrieb am 18. April 1967 auf. Eine Zufahrt von einem Kilometer Länge mit Spitzkehre ermöglichte eine Anbindung ans Straßenbahnnetz bei der Haltestelle Keirinjō-mae.
Da die Meitetsu Kakamigahara-Linie unmittelbar am Depot vorbeiführte, schien es naheliegend, eine Verknüpfung zwischen Straßenbahn und Eisenbahn einzurichten. Diese nahm am 25. Juni 1970 ihren Betrieb auf. In erster Linie diente die neue Tagami-Linie dazu, Züge der Meitetsu Minomachi-Linie – einer von Gifu nach Seki und Mino verlaufenden Überlandstraßenbahn – direkt vom und zum Kopfbahnhof Shin-Gifu zu führen. Dadurch sollte das Stadtzentrum, das von häufigen Verkehrsstaus betroffen war, entlastet werden. Aus diesem Grund bestanden sämtliche hier verkehrenden Züge aus Mehrsystemfahrzeugen. Zusammen mit der Straßenbahn und den verbliebenen Überlandlinien wurde die Tagami-Linie am 1. April 2005 stillgelegt, die Räumung des Depotgeländes folgte zwei Jahre später.

## Bilder

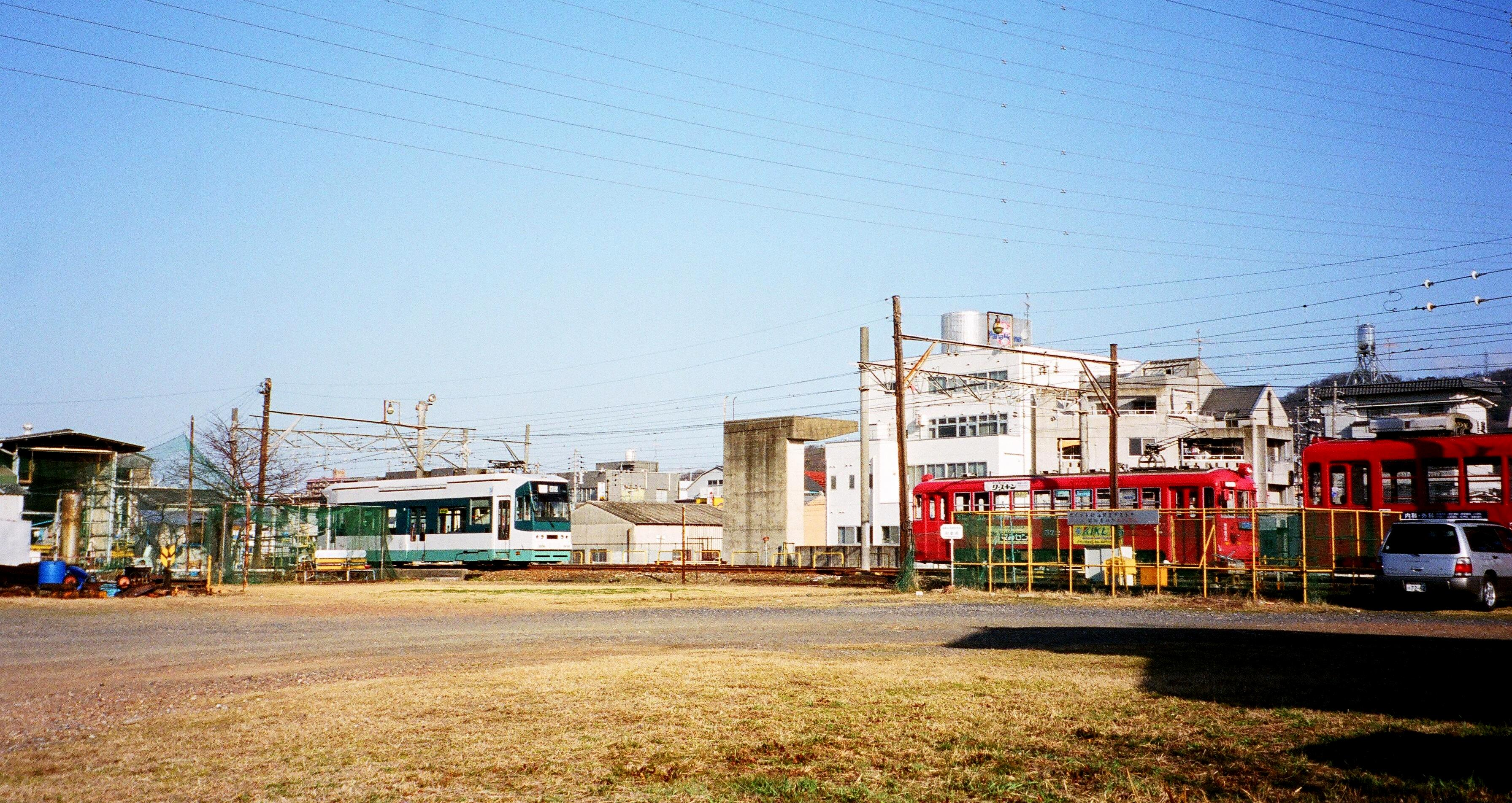
Depot Ichinotsubo (2005)
Gleisplan des Depots
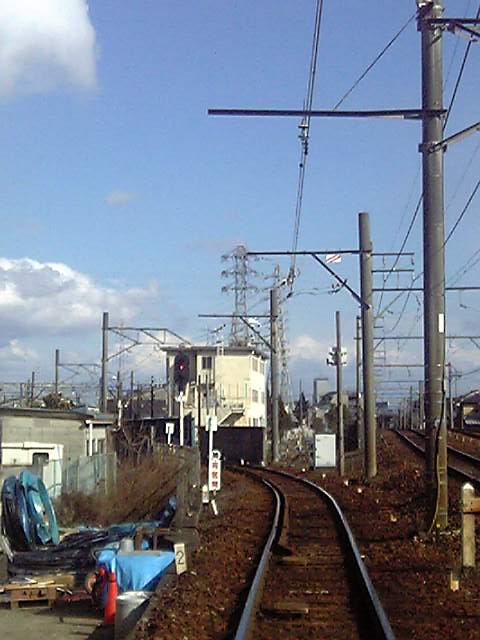
Schutzstrecke zwischen Ichinotsubo und Tagami

## Liste der Haltestellen
| Name                    | km    | Anschlusslinien                                                                 | Lage   | Ort  |
| ----------------------- | ----- | ------------------------------------------------------------------------------- | ------ | ---- |
| Keirinjō-mae (競輪場前) | 00,0  | Meitetsu Minomachi-Linie                                                        | Koord. | Gifu |
| Ichinotsubo (市ノ坪)    | 00,9  |                                                                                 | Koord. | Gifu |
| Tagami (田神)           | 01,4  |                                                                                 | Koord. | Gifu |
| Shin-Gifu (名鉄岐阜)    | (2,5) | Meitetsu Nagoya-Hauptlinie im Bhf. Gifu: Tōkaidō-Hauptlinie Takayama-Hauptlinie | Koord. | Gifu |